# منطقة دينكيرا
منطقة دينكويريا هي منطقة لمجلس سابق كان يقع في المنطقة الوسطى ، غانا . تم إنشاؤها في الأصل كمجلس مقاطعة في عام 1975،ولكن تم تقسيمها إلى منطقتين جديدتين في عام 1988: مقاطعة دينكويريا العليا (العاصمة: دنكوا-أون-أوفين ) ومنطقة تويفو/هيمن/دينكويريا السفلى (عاصمتها: تويفو براسو ). كانت المنطقة تيقع في الجزء الشمالي الغربي من منطقة وسط غانا وكانت مدينة دونكوا أون أوفين هي المدينة الرئيسية و العاصمه.